# De ontvoering van Ganymedes
De ontvoering van Ganymedes is een ontwerptekening van Hiëronymus Duquesnoy de Jonge (1602-1654) en beeldt de ontvoering van Ganymedes af als onderwerp. Volgens de Griekse mythologie was Ganymedes de zoon van de Trojaanse koning Tros.

## Iconografie
Deze tekening beeldt Ganymedes af terwijl hij tegen een adelaar aanleunt die zijn vleugels uitstrekt. Gezeten op zijn rechtervleugel houdt hij een beker (?) in de hand. Met dit gebaar verwijst hij naar zijn functie als wijnschenker. Het opschrift van de tekening zou deze afbeelding Ganymedes weergeven naar het gedaght (het ontwerp) van ieronius kinnoij waarmee Hiëronymus Duquesnoy de Jonge wordt bedoeld. Hoogstwaarschijnlijk geeft de tekening het ontwerp voor het beeld op schetsmatige wijze weer, gekenmerkt als ze is door sterke contrasten van licht-en-donker.

## Achtergrond
De Mechelse historici E. Neeffs en A. Reydams hebben in een getuigenis Hiëronymus Duquesnoy de Jonge als vervaardiger van deze tekening aangeduid. Zij verwijzen naar een gebeurtenis in de Bruul te Mechelen. Jan Lucas Faydherbe, de zoon van de befaamde beeldhouwer Lucas Faydherbe liet er in 1696 een woning herbouwen. Toen hij in 1704 het beeld van Ganymedes met den arend door Duquesnoy op het einde van de lusttuin plaatste, brak de stelling. Hij wilde de val van het beeld verhinderen maar kreeg het op zich en stierf nadien aan de verwondingen.
De tekening herinnert aan de Ganymedes-schilderij van Peter Paul Rubens (ca. 1611) hoewel ze er niet identiek aan is; vooral door de manier waarop Ganymedes gezeten is op de vleugel van de arend, met een schaal of drinkbeker in zijn hand. Ze behoort tot de verzameling van vorst Karl zu Schwarzenberg.
Een ander, in brons gegoten beeld van Ganymedes werd een tijdlang aan Hiëronymus Duquesnoy de Jonge toegeschreven. Het was de sokkel van de table de Rodolphe (keizer Rudolf II), versierd met diamanten en andere edelstenen op het tafelblad. Het werd vernietigd tijdens de brand in 1731 van het Paleis op de Koudenberg te Brussel. Hoogstwaarschijnlijk was het David Teniers II die het viermaal schilderde en de schilderij die in München wordt bewaard toont het beeld het meest duidelijk. Gezien de vorm van de sculptuur sterk verschilt van de hier beschreven tekening schreven kunstkenners het beeld toe aan Hiëronymus Duquesnoy de Oudere en anderen dan weer aan zijn zoon. Recent onderzoek wijst uit dat het beeld van keizer Rudolf van de hand van Adriaen de Vries is.
Een ander licht op het werk van Hiëronymus Duquesnoy de Jonge kwam er via het boek van Alain Jacobs over het werk van Laurent Delvaux. Hij beschrijft hierin een sculptuur (hoogte 272 cm) van een Ganymedes-beeld dat vroeger aan Delvaux werd toegeschreven en bewaard in het Westfälisches Landesmuseum te Münster. Jacobs stelt dat dit beeld grote overeenkomst vertoont met de hier beschreven tekening. Stijl en makelij komen ook sterk overeen met een in de Onze-Lieve-Vrouw-ter-Zavelkerk te Brussel bewaard beeld van de heilige Ursula, van de hand van Hiëronymus Duquesnoy de Jonge. Men ziet dit als een bevestiging van de veronderstelling dat het beeld te Münster ook door deze kunstenaar werd gemaakt.

## Geschiedenis
Het werk kwam terecht in de privéverzameling van Charles Van Herck (inventarisnummer: CVH 173). In 1929 werd het werk verworven van Clément Van Cauwenbergh door het Erfgoedfonds van de Koning Boudewijnstichting waarna het in bruikleen werd toevertrouwd aan het Museum Plantin-Moretus te Antwerpen. 